# Пардайян де Гондрен, Жан-Антуан-Арно де
Жан-Антуан-Арно де Пардайян де Гондрен (фр. Jean-Antoine-Arnaud de Pardaillan de Gondrin; ок. 1602 — 21 марта 1687, Париж), маркиз де Монтеспан — французский придворный и государственный деятель.

## Биография
Сын Антуана Арно де Пардайяна, маркиза де Монтеспан и д’Антен, и Поль де Сен-Лари де Бельгард.
Воспитывался бездетным дядей герцогом Роже де Бельгардом. Был командиром Бургундского полка, с которым участвовал в осаде Монпелье в 1622. Участвовал в осаде Ла-Рошели и сражении на острове Ре.
С 16 лет был наместником в Верхней Гиени, в 1624 стал генеральным наместником короля в сенешальствах Арманьяк, Бигорра, Гор и Комменж.
Занимал придворную должность великого магистра гардероба короля.

## Семья
Жена (14.10.1643): Анн-Мари де Сен-Лари (11.1621 — 4.05.1715), дочь и наследница Сезара-Огюста де Сен-Лари, барона де Терма, и Катрин Шабо де Мирбо.
Брак устроил дядя, жених и невеста были двоюродными братом и сестрой, поэтому потребовалось церковное разрешение, выданное кузеном невесты Октавом де Сен-Лари де Бельгардом, архиепископом Сансским, повенчавшим эту пару.
Женитьба на двоюродной сестре и завещание бездетного дяди объединили в руках маркиза де Монтеспана, принявшего титул герцога де Бельгарда, на который также претендовали принцы Конде, владения дома де Сен-Лари.
Брак был бездетным, и наследником маркиза стал его племянник Луи Анри де Пардайян де Гондрен, маркиз д'Антен.